# Ivan Lapikov
Ivan Gerasimovitj Lapikov (russisk: Иван Герасимович Лапиков; født 7. juli 1922, død 2. maj 1993  ) var en sovjetisk og russisk skuespiller. Han modtog prisen Folkets Kunstner i USSR i 1982. 

## Biografi
Lapikov blev født i landsbyen Gornij Balyklej, nær Tsaritsyn (senere Stalingrad, i dag Volgograd). Han voksede op i Stalingrad.
I 1939 meldte han sig ind på skuespillerskolen i Kharkov, hvor han studerede de følgende to år. Efter Anden Verdenskrigs udbrud begyndte Lapikov at arbejde i Gorkij Drama Teatret i Stalingrad. Han forblev der, indtil han flyttede til Moskva i 1963. I Moskva sluttede Lapikov sig til Filmskuespillernes Teaterstudie.
Hans første filmrolle var i filmen Zapasnoj igrok (da.: 12. manden) fra 1954. Han medvirkede i 1964 i Aleksej Saltykovs Predsedatel (Formanden), hvor Lapikov spillede hovedpersonens bror, hvilket gav ham et gennembrud som filmskuespiller. Han opnåede senere flere markante roller i bl.a. Den yderste dom (1966), og i Brødrene Karamazov.

## Filmografi i udvalg
- Zapasnoj igrok (da.: 12. manden), mindre rolle (ukrediteret, 1954)
- Komandirovka (da.: Forretningsrejsen), som Tatjanytj (1961)
- Predsedatel, (da.: Formanden), som Semjon Trubnikov (1964)
- Vore sønner, som Kolja Vadim Beroev (1965)
- Den yderste dom, som Kirill (1966)
- Zjurnalist (da.: Journalist), som Pavel Pustovoitov (1967)
- Brødrene Karamasov (1969)
- Oni srazjalis za Rodinu (da.: De kæmpede for moderlandet), som sergent-major Poprysjtjenko (1975)
- Front za linijej fronta (da.: Front bag frontlinjen), som Jerofeitj (1977)
- Step (da.: Steppen), som Pantelej (1977)
- V natjale slavnykh del (da.: I begyndelsen af herlige gerninger) som smeden Zjemov (1980)
- Junost Petra (da.: Peters ungdom), som smeden Zjemov (1981)
- Front v tylu vraga (da.: Fronten bag fjendens linjer), som Jerofeitj (1981)
- Boris Godunov, som blind gammel mand (1986)

## Priser og hæder
- Æret kunstner af RSFSR (1965)
- Folkets kunstner i RSFSR (1974)
- Folkets kunstner i USSR (1982)
- USSR's statspris (1979)
- Lenin Komsomol-prisen (1979)
- Vasiljev brødrenes statspris for RSFSR - 1973